# اووه گوسپودارک
اووه گوسپودارک (انگلیسی: Uwe Gospodarek؛ زادهٔ ۶ اوت ۱۹۷۳) بازیکن فوتبال اهل آلمان است.
از باشگاه‌هایی که در آن بازی کرده‌است می‌توان به باشگاه فوتبال بایرن مونیخ ۲، باشگاه فوتبال هانوفر ۹۶، باشگاه فوتبال یان رگنسبورگ، باشگاه فوتبال بوخوم، باشگاه فوتبال کایزرسلاوترن، باشگاه فوتبال بایرن مونیخ، و باشگاه فوتبال بروسیا مونشن‌گلادباخ اشاره کرد.
وی همچنین در تیم ملی فوتبال زیر ۲۱ سال آلمان بازی کرده‌است.